# Canyon Lake (Califòrnia)
Canyon Lake és una població dels Estats Units a l'estat de Califòrnia. Segons el cens del 2004 tenia 11.161 habitants.

## Demografia
Segons el cens del 2000, Canyon Lake tenia 9.952 habitants, 3.643 habitatges, i 2.939 famílies. La densitat de població era de 960,6 habitants/km².
Dels 3.643 habitatges en un 34,9% hi vivien nens de menys de 18 anys, en un 70,5% hi vivien parelles casades, en un 6,7% dones solteres, i en un 19,3% no eren unitats familiars. En el 14,3% dels habitatges hi vivien persones soles el 6,8% de les quals corresponia a persones de 65 anys o més que vivien soles. El nombre mitjà de persones vivint en cada habitatge era de 2,73 i el nombre mitjà de persones que vivien en cada família era de 3.
Per edats la població es repartia de la següent manera: un 25,9% tenia menys de 18 anys, un 5,2% entre 18 i 24, un 26,9% entre 25 i 44, un 25,1% de 45 a 60 i un 16,9% 65 anys o més.
L'edat mediana era de 41 anys. Per cada 100 dones de 18 o més anys hi havia 98,1 homes.
La renda mediana per habitatge era de 70.106 $ i la renda mediana per família de 72.317 $. Els homes tenien una renda mediana de 57.413 $ mentre que les dones 36.016 $. La renda per capita de la població era de 29.646 $. Entorn del 3% de les famílies i el 4,9% de la població estaven per davall del llindar de pobresa.

## Poblacions més properes
El següent diagrama mostra les poblacions més properes.